# Serigne Mor Diop
Serigne Mor Diop (Senegal, 29 augustus 1988) is een Frans-Senegalese profvoetballer, die anno 2008 onder contract staat bij de Belgische eersteklasser Germinal Beerschot. Hij speelde voorheen bij de Oekraïense clubs Metallurg Donetsk en, op huurbasis, FC Stal Alchevsk, alvorens tijdens de winterstop van het seizoen 2007-2008, op huurbasis te verhuizen naar Germinal Beerschot.
Diop is een aanvaller. Zijn huurcontract bij Germinal Beerschot loopt af op het einde van het seizoen 2007-2008 en zal wellicht niet hernieuwd worden. Zijn optreden voor de Antwerpse club beperkte zich tot één invalbeurt van een zevental minuten.

## Spelerstatistieken
| seizoen    | club               | land     | competitie     | wed. | goals |
| ---------- | ------------------ | -------- | -------------- | ---- | ----- |
| 2006-07    | FC Stal Alchevsk   | Oekraïne | Vysjtsja Liha  | 11   | 1     |
| 2006-07    | Metallurg Donetsk  | Oekraïne | Vysjtsja Liha  | 0    | 0     |
| 2007-08    | Germinal Beerschot | België   | Jupiler League | 1    | 0     |
| Bijgewerkt | 17-05-08           |          |                |      |       |